# 懷曼 (緬因州)
懷曼（英語：Wyman）是位於美國緬因州富蘭克林縣的一個未組織地區。

## 地方資料
懷曼的面積為52.20平方千米，當中陸地面積為51.90平方千米，而水域面積為0.30平方千米。根據2010年美國人口普查的數據，當地共有人口82人，而人口密度為每平方千米1.57人。